# مدينة مصدر
مدينة مصدر هي أول مدينة تعتمد على الطاقة النظيفة والمتجددة في العالم وهي تجمع سكني مستدام تم إنشاؤه في إمارة أبوظبي، ليستخدم قالب: الطاقة. ومبادرة مصدر، هي المنصة العالمية للعمل المشترك الرامي إلى إيجاد الحلول المناسبة لعدد من أهم القضايا الملحة التي تؤثر على حياة الإنسان بصورة عامة، والمتمثلة في أمن الطاقة، والتغير المناخي مبادرة مصدر التي تقودها شركة أبوظبي لطاقة المستقبل (مصدر)، التابعة لـ شركة مبادلة للتنمية (مبادلة). وسبل تطوير الخبرة البشرية في مجال الطاقة المتجددة والتنمية المستدامة.
ويتمثل الهدف الأساسي لـ «مصدر» في إبراز ريادة أبوظبي كمركز عالمي لأبحاث وتطوير تقنيات الطاقة المتجددة، وتحقيق التوازن الفاعل لموقعها القوي في سوق الطاقة العالمية التي تواصل تطورها بلا توقف. وتعمل أبوظبي على تعزيز مواردها وخبرتها الواسعة في الأسواق العالمية للطاقة، والبناء عليها وصولاً إلى تقنيات المستقبل.
ومن الأهداف وثيقة الصلة أيضاً، تسويق وتطبيق هذه التقنيات وغيرها في مجالات الطاقة المستدامة، وإدارة الكربون، والحفاظ على المياه. وستلعب «مصدر» دوراً حاسماً في الارتقاء بـإمارة أبوظبي من مرحلة استهلاك التكنولوجيا إلى إنتاجها.
وتسعى المبادرة إلى تأسيس قطاع اقتصادي جديد كلياً يقوم على هذه الصناعات المبتكرة في أبوظبي، والذي من شأنه دعم التنوع الاقتصادي، وتنمية القطاعات المرتكزة على المعرفة، وتعزيز سجل إنجازات أبوظبي في مجال الحفاظ على البيئة، والمساهمة في تطور المجتمع العالمي.
كما تحتضن «مدينة مصدر»، مقر الوكالة الدولية للطاقة المتجددة«أيرينا»منذ عام 2009

## الشركات  في مدينة مصدر
في عام 2021 ضمت  مدينة مصدر أكثر من 900 شركة تتنوع بين الشركات متعددة الجنسيات والشركات الصغيرة والمتوسطة والشركات الناشئة ومقرات عدد من أهم المؤسسات والمنظمات المحلية والدولية التي تلتزم بدعم تحقيق أجندة الاستدامة  واستكشاف فرص استثمارية متعددة واختبار التقنيات الجديدة.
ومن أبرز الشركات والمؤسسات التي اتخذت من  مدينة مصدر مقراً لها:
- مقرات "الوكالة الدولية للطاقة المتجددة" /آيرينا/
- وكالة الإمارات للفضاء
- مجلس أبحاث التكنولوجيا المتطورة والجهتين التابعتين له وهما "معهد الابتكار التكنولوجي" و"أسباير"
- شركات مثل سيمنز وتبريد وهانيويل
- الحرم الجامعي لجامعة محمد بن زايد للذكاء الاصطناعي أول جامعة دراسات عليا متخصصة في بحوث الذكاء الاصطناعي في العالم
- مجموعة "G42" الرائدة في مجال تكنولوجيا الرعاية الصحية

## الموقع
تقع مدينة مصدر بالقرب من مطار أبوظبي الدولي، وتبعد عن مركز العاصمة حوالي ربع ساعة أي حوالي 40 كيلو متر بعيدا عن مركز العاصمة.
مدينة مصدر تقع حاليا في مدينة أبوظبي وهدفها كان قبل وبعد تكملتها هو الرؤية المستقبلية الخضراء بدون تلويث .

## جوائز وتكريمات
- عام 2017 اختارت "فايننشال تايمز" مدينة مصدر كأفضل منطقة حرة لدعم الشركات الناشئة وحصدت المدينة  عدة جوائز عن فئة أفضل منطقة حرة لقطاع الطاقة المتجددة، وحوافز البحث والتطوير وتطوير المرافق. وقد حلّت المنطقة الحرة ، في المرتبة الثانية ضمن جوائز أفضل منطقة حرة في الشرق الأوسط للشركات الصغيرة والمتوسطة.[7]

## معرض الصور

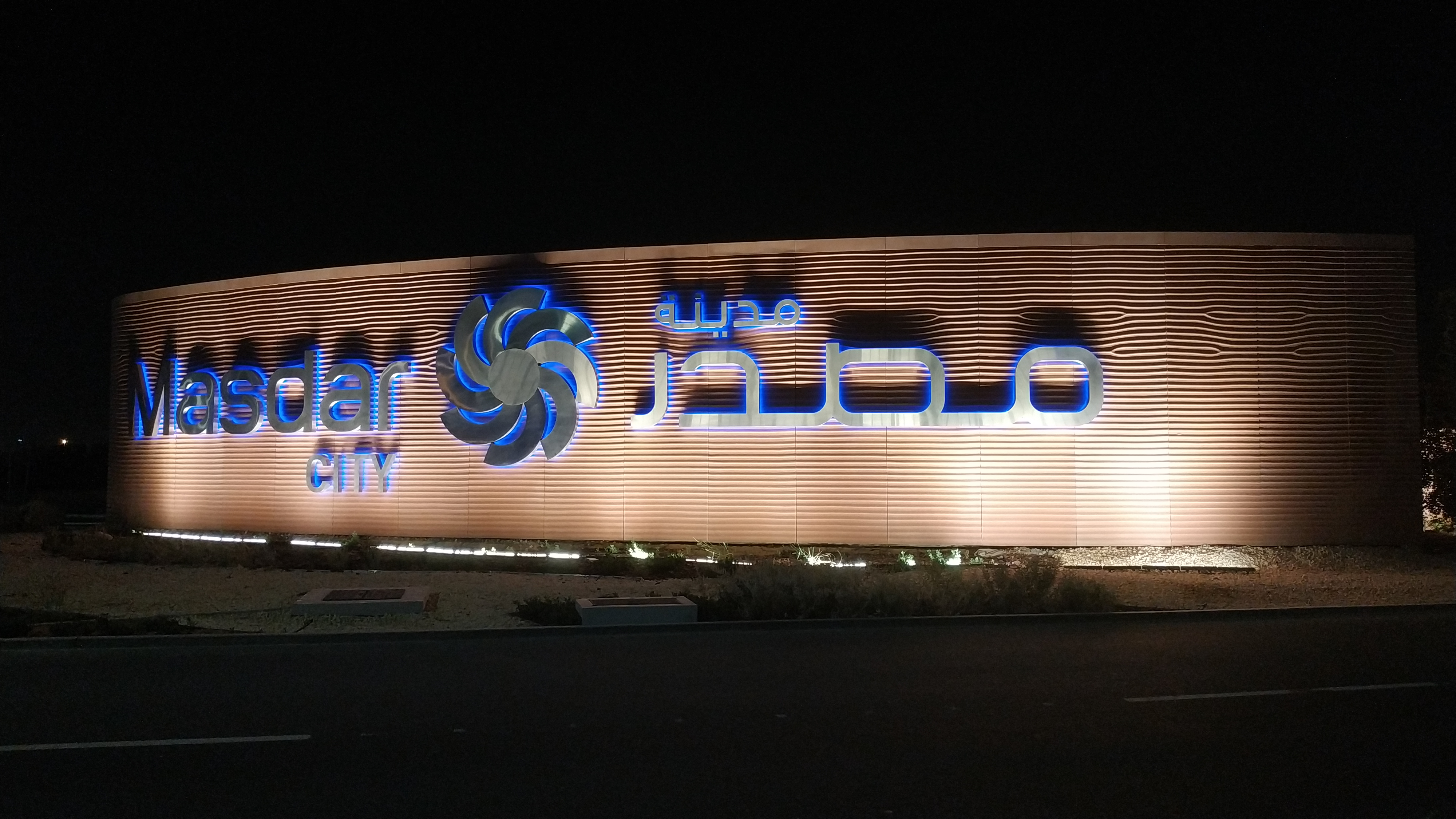
مدينة مصدر

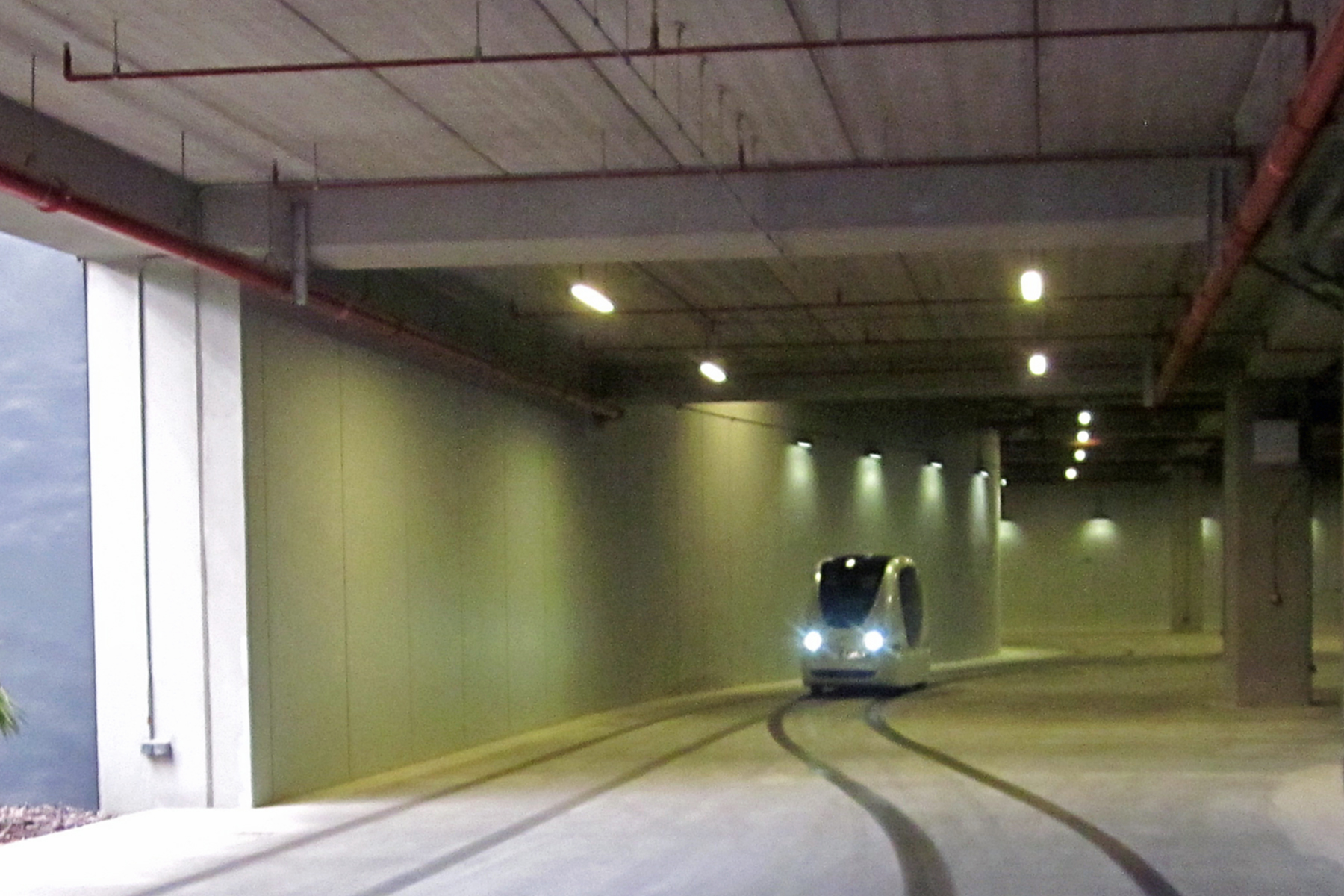
التنقل يكون بمركبة شخصية تعمل بالكهرباء

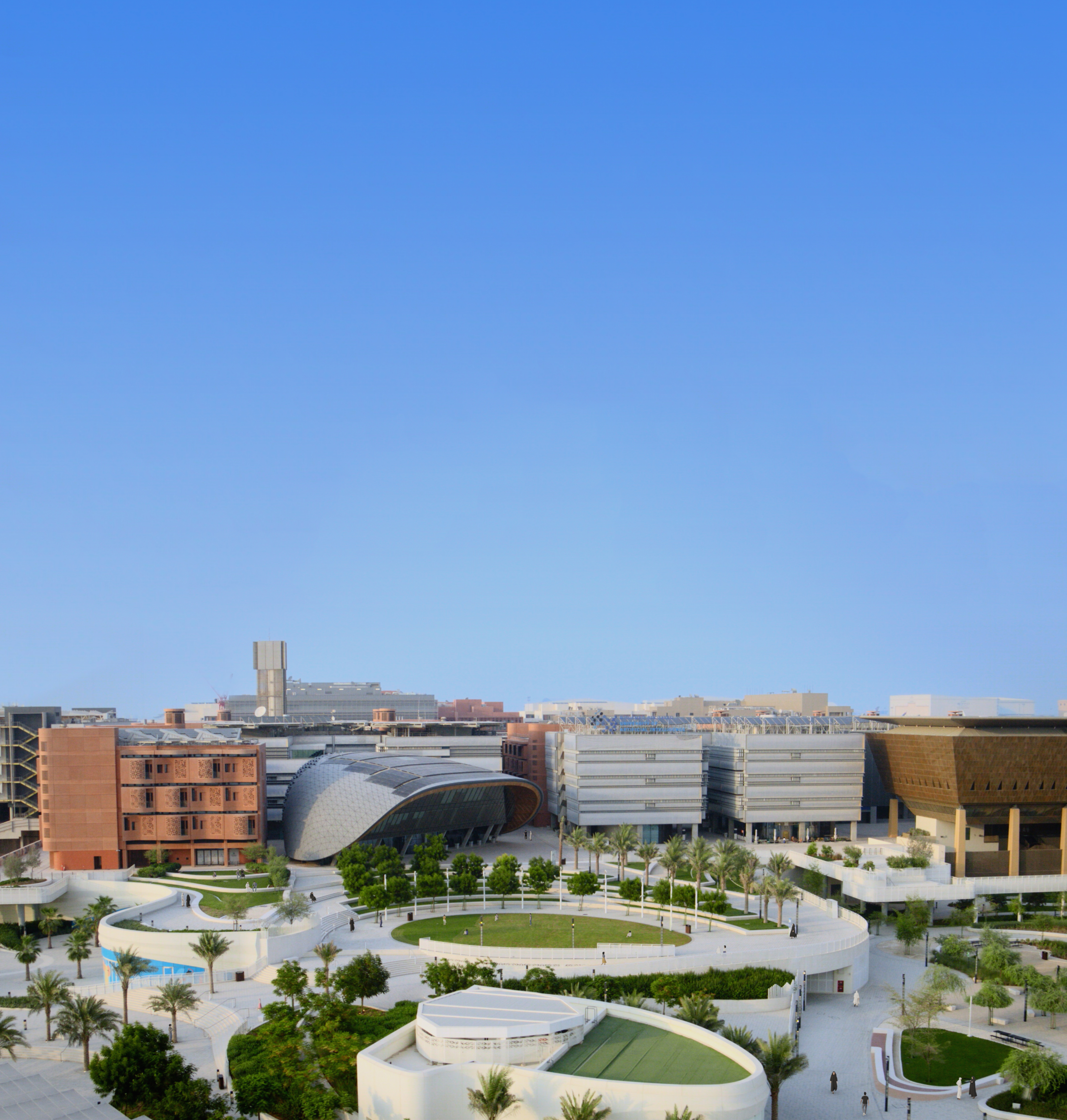
مدينة مصدر

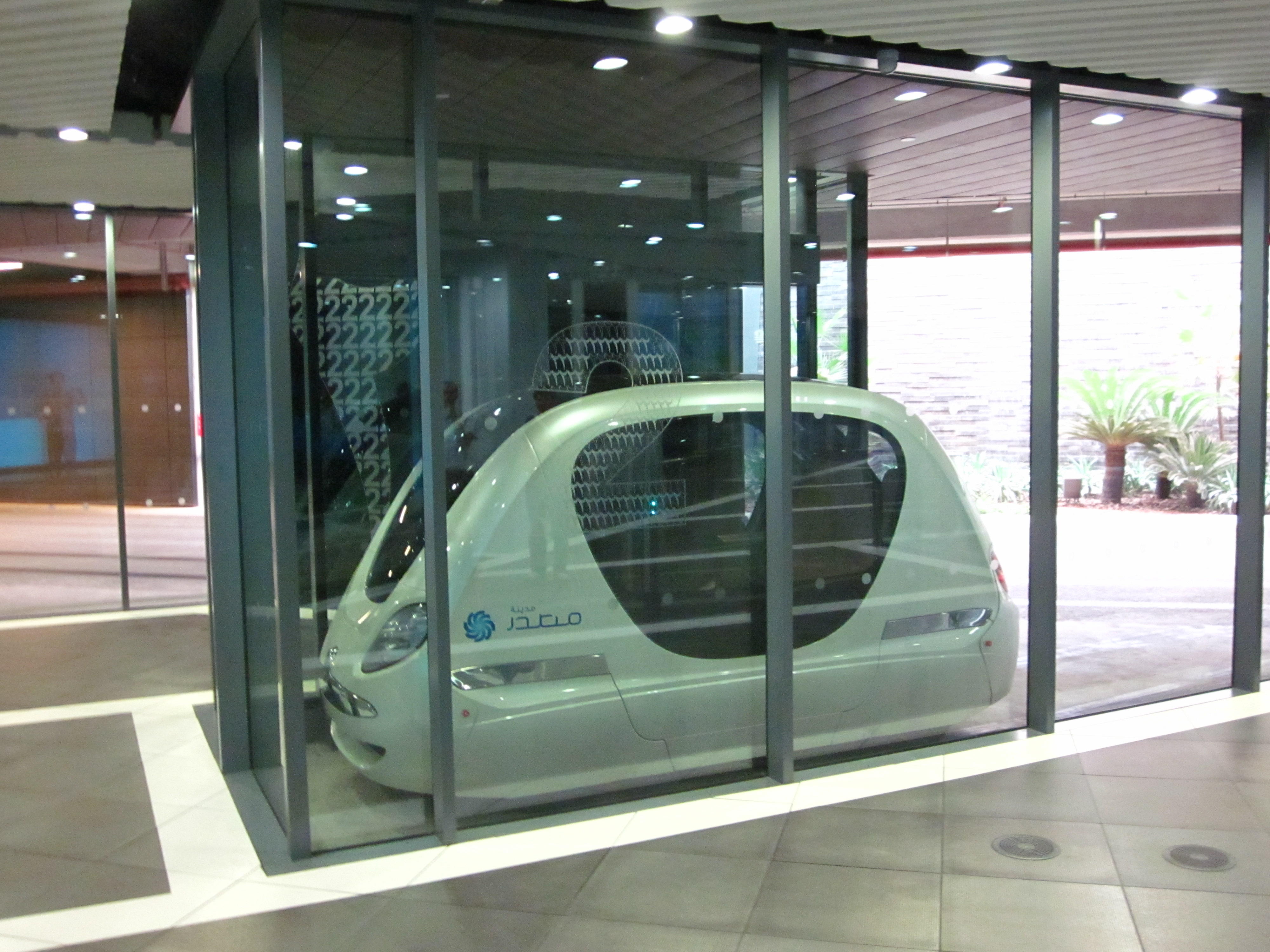

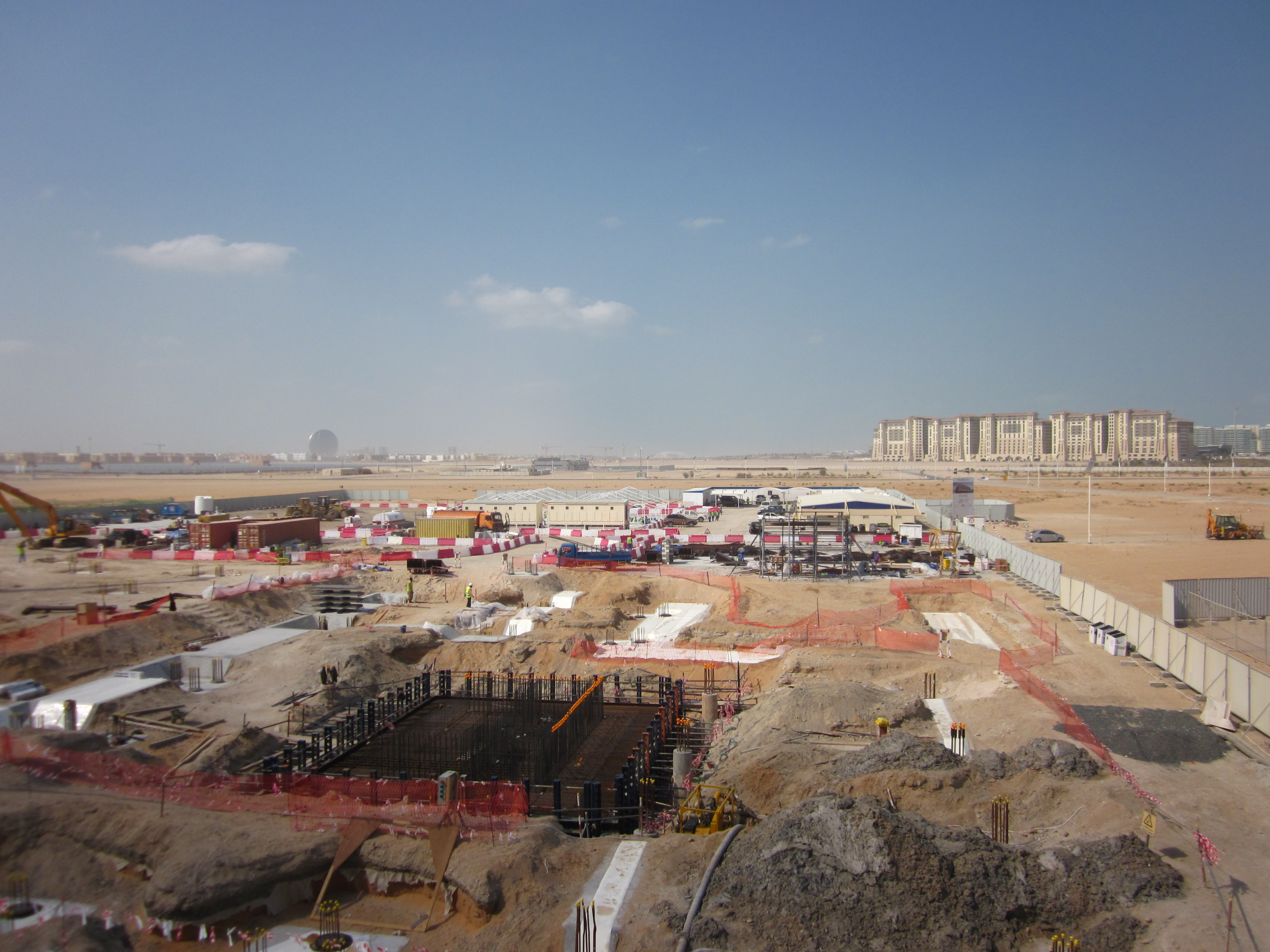
تحت الإنشاء

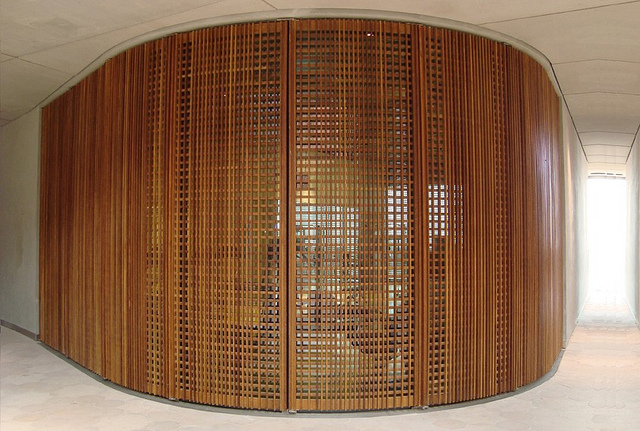

## مقالات ذات صلة
- معهد مصدر للعلوم والتكنولوجيا
- استدامة
- قائمة المناطق الحرة في الإمارات
- شركة أبوظبي لطاقة المستقبل
- جائزة زايد لطاقة المستقبل
- الطاقة في الإمارات
- الوكالة الدولية للطاقة المتجددة«أيرينا»

## وصلات خارجية
- الموقع الرسمي
- فيديو عن مدينة مصدر على يوتيوب